# Постернак, Андрей Владимирович
Андре́й Влади́мирович Постерна́к (род. 18 августа 1973, Москва) — священник Русской православной церкви, историк, преподаватель. Кандидат исторических наук (1999), доктор теологии (2024). Доцент, профессор кафедры всеобщей истории, декан историко-филологического факультета ПСТГУ. Клирик храма Святителя Николая в Кузнецкой слободе города Москвы.

## Биография
В 1990 году поступил на исторический факультет МГУ им. М. В. Ломоносова, специализировался на Кафедре истории древнего мира. В 1995 году окончил Исторический факультет, защитив дипломную работу «Служение женщин в ранней христианской Церкви (I—IV вв.)» под руководством к.и.н., доцента Н. Н. Трухиной, в этом же году работал на Кафедре истории древнего мира в должности историка II категории, поступил в аспирантуру Ярославского государственного педагогического университета им. К. Д. Ушинского.
В 1995 году начал преподавать историю древнего мира на Кафедре всеобщей истории Православного Свято-Тихоновского Богословского института.
В 1999 году на кафедре всеобщей истории Ярославского государственного педагогического университета защитил кандидатскую диссертацию на тему: «Внешняя политика Франции в связи с гражданской войной в Испании (1936—1939 гг.)» (научный руководитель д.и.н., проф. М. В. Новиков).
В 2000 году становится деканом деканом созданного тогда же Исторического факультета ПСТБИ (с 2004 года ПСТГУ).
2 мая 2002 года рукоположен в сан диакона. 30 марта 2003 года рукоположен в сан пресвитера.
В 2003 году удостоен Макарьевской премии (молодёжная премия в номинации «История России») за монографию «Очерки по истории общин сестёр милосердия» (2000).
С 2004 года каждым летом силами студентов и преподавателей Исторического факультета организовывалась миссионерская поездка на север Пермского края. Студенты посещали больницы, детские сады и приюты, пели во время богослужений, помогали в совершении крещений.
В 2006 году получил звание доцента.
С 2009 — является экспертом в конкурсе «Просвещение через книгу» Издательского совета Московской Патриархии.
В 2020 году в связи с общением Исторического и Филологического факультетов ПСТГУ в единый Историко-филологический факультет назначен деканом последнего.
10 апреля 2023 года удостоен права ношения креста с украшениями
13 мая 2024 года в Объединенном диссертационном совете ПСТГУ и СПбДА защитил диссертацию «Служение женщин в Древней Церкви» на соискание учёной степени доктора теологии. В августе 2025 года данная книга вышла отдельной монографией.

## Научная деятельность
По собственному признанию: «Когда я учился на третьем курсе Московского государственного университета, ко мне обратился директор училища сестёр милосердия Александр Владимирович Флинт (он был первым директором этого училища) с предложением прочитать курс лекции по истории общины сестёр милосердия. Позднее этот лекционный курс стал частью существующего доныне курса «Духовные основы милосердия» (про крайней мере, так он потом стал называться). Это было всего лишь несколько лекций, но я к этому довольно серьёзно отнёсся. К каждой лекции фундаментально готовился, сидел в библиотеке, немножко даже в архиве. И я понял, что на тот момент (это начало 1990-х годов) никто темой ещё не занимался, а она оказалась очень благодатной, не копанной. Мне самому это стало очень интересно. Потом, поскольку я ещё был студентом и пришло время писать диплом, я задумался, почему бы не обратиться к истокам этого служения, и занялся той темой, которую сейчас довёл до докторской защиты».

## Награды
- 2002: Медаль Русской Православной Церкви преподобного Сергия Радонежского I степени
- 2003: лауреат премии памяти митрополита Макария (Макариевская премия, молодежная премия в номинации «История России») за монографию "Очерки по истории общин сестер милосердия (М., 2001)
- 2006: Архиерейская грамота епископа Пермского и Соликамского Иринарха
- 2007: Почетная грамота Министерства образования и науки Российской Федерации (Приказ от 27.11.2007 № 1691/к-н)
- 2007: Медаль Русской Православной Церкви св. благоверного князя Даниила Московского
- 2007: Грамота Святейшего Патриарха Московского и Всея Руси Алексия II
- 2012: медаль св. патриарха Тихона I степени за усердные труды и многолетнее служение на ниве православного образования в связи с 20-летием ПСТГУ
- 2017: Грамота Святейшего Патриарха Московского и Всея Руси Кирилла во внимание к вкладу в утверждение традиционных ценностей в обществе (№ 385 от 19.10.2017)
- 2017: грамота Министерства образования и науки РФ
- 2019: памятный знак в честь пятилетия образования Глазовской епархии Русской Православной Церкви от епископа Глазовского и Игринского Виктора

## Публикации
- Женское служение в ранней христианской Церкви // Альфа и омега. 1996. — № 2-3. — С. 209—245.
- К вопросу о присвоении сестрам Обители звания диаконисс // Материалы к житию преподобномученицы великой княгини Елизаветы. Письма, дневники, воспоминания, документы. — 2-е изд. — М.: Издательство Сестричества во имя св. препмч. Елизаветы, 1996. — С. 225—233.
- Служение женщин в раннехристианской Церкви // Античность и средневековье Европы: межвузовский сб. научных трудов. — Пермь: Изд-во Пермск. ГУ, 1996. — С. 70-78.
- История Православного Свято-Тихоновского Богословского института // Богословский сборник. 1997. — № 1. — С. 168—178. (соавторы: Воробьев В., прот., Хайлова О. И.)
- Советско-французские отношения в связи с гражданской войной в Испании (1936—1939 гг.) // Тезисы докладов 5-й конференции молодых ученых. — Ярославль, 1997. — С. 49-53.
- Французские историки о международной политике и роли Советского Союза в связи с гражданской войной в Испании (1936—1939 гг.) // Ярославский педагогический вестник. — Ярославль. 1997. — № 1. — С. 20-27.
- Социальная и религиозная деятельность женских организаций по уходу за больными в современном западном обществе // Материалы Ежегодной богословской конференции Православного Свято-Тихоновского Богословского Института. — М., 1998. — С. 162—168.
- Позиция Франции в связи с гражданской войной в Испании (1936—1939 гг.) // Тезисы докладов 6-й конференции молодых ученых. — Ярославль, 1998. — С. 142—144.
- Позиция СССР в связи с началом гражданской войной в Испании (1936 г.) // Ярославский педагогический вестник. — Ярославль. 1998. — № 2. — С. 25-30.
- Очерки по истории общин сестер милосердия. Первые в России организации по уходу за больными // Медицинская сестра. 1999. — № 4. — С. 43-44.
- Постернак А. В., Этингоф О. Е. Александрия // Православная энциклопедия. — М., 2000. Т. 1. — С. 601—605.
- Аддай // Православная энциклопедия. — М., 2000. Т. 1. — С. 296.
- Положение российских общин сестер милосердия в нач. XX в. // Материалы Ежегодной богословской конференции Православного Свято-Тихоновского Богословского Института. — М., 2001.
- Альфред Великий // Православная энциклопедия. — М., 2001. — С. 86-87.
- К проблеме преподавания истории в средней школе с православных позиций // Приглашение к истории: сб. ст., посвященный 70-летию Д. В. Деопика. — М.: Изд-во ПСТБИ, 2003. — С. 72-82.
- История общин сестер милосердия // Благотворительность в России. 2002 г. Исторические и социально-экономические исследования. — СПб., 2003. — С. 311—318.
- Вопрос о «женском священстве» // Материалы V Международной богословской конференции РПЦ (Москва, 13-16 июня 2007 г.). — Т. 2. Евхаристия: Богословие, Священство. — М. : Синодальная Библейско-Богословская комиссия, 2009. — С. 427—446.
- Опыт преподавания основ православной культуры в Московской православной гимназии // Третьи Валаамские образовательные чтения. — Валаам, 2010. — С. 67-72.
- De la question de l̕ attribution du titre de «diaconesses» aux sœurs de la demeure de miséricorde // Élisabeth de Russie, moniale, martyre et sainte. — Bruxelles, 2010. — P. 200—208.
- Духовное воспитание в православной школе // Этнодиалоги. 2011. — № 2 (35). — С. 88-91.
- К вопросу о присвоении звания диаконисс сестрам Марфо-Мариинской обители милосердия // Служение женщин в Церкви: Исследования / Сост. свящ. А. Постернак, С. Н. Баконина, А. В. Белоусов. — М.: Изд-во ПСТГУ, 2011. — С. 448—463. (страницы: Иноземцева С. А., Козловцева Е. Н.)
- К вопросу о статусе диаконисс в Восточных Церквах в IV—VI вв. // XXII Ежегодная богословская конференция ПСТГУ. Материалы. Т. 1. — М., 2012. — С. 387—389.
- Представление о благотворительной деятельности великой княгини Елизаветы Федоровны (1864—1918) по ее письмам // Династия Романовых: традиции благотворительности и меценатства: Международная научная конференция: Тезисы докладов. Москва, 4-6 июня 2013 г. / Сост. Н. Ф. Гриценко. — М.: Дом русского зарубежья имени Александра Солженицына, 2013. — С. 55-57.
- Роль православного воспитания в сохранении национальной идентичности // «Этнодиалоги». Научно-информационный альманах. 2013. — № 1 (42). — С. 115—117.
- Древние чины рукоположения диаконисс // Вестник Православного Свято-Тихоновского гуманитарного университета. Серия 2: История. История Русской Православной Церкви. 2013. — № 1. — С. 144—161.
- Церковное служение женщин в Англиканской церкви по Ламбетским конференциям // Вестник МГГУ им. — М. А. Шолохова. Сер. «История и политология». 2013. — № 3. — С. 72-82.
- Женщины в неортодоксальных общинах // Вестник Православного Свято-Тихоновского гуманитарного университета. Серия 2: История. История Русской Православной Церкви. 2014. — № 1. — С. 9-15.
- Ценностные ориентиры современного школьного образования // Первые московские образовательные чтения. Преподобный Сергий. Русь. Наследие, современность, будущее: Сборник докладов. — М., 2014. — С. 83-84.
- Первые женские ординации в Епископальной церкви 1970-х гг. // Вестник Православного Свято-Тихоновского гуманитарного университета. Серия 2: История. История Русской Православной Церкви. 2015. — № 1. — С. 125—134.
- Православная школа и вызовы современности // Этнодиалоги. 2016. — № 2 (51). — С. 80-82.
- Женщины в западных церковных общинах в эпоху поздней Античности и раннего Средневековья // Божественная власть, церковная иерархия и духовный авторитет в раннехристианской латинской традиции. — М., 2016. — С. 119—131.
- Отношение к женскому священству Православной и Католической Церкви в ХХ — начале XXI в. // Прикосновение к вечности. Сб. статей. — М., 2017. — С. 148—161.
- Феномен православной школы в условиях мегаполиса // «Этнодиалоги». Научно-информационный альманах. 2017. — № 2 (53). — С. 142—167.
- Статус и деятельность диаконисс в Евангелическо- лютеранской церкви Российской империи (середина XIX — начало XX века) // Вестник Православного Свято-Тихоновского гуманитарного университета. Серия 2: История. История Русской Православной Церкви. 2017. — № 1 (74). — С. 129—143.
- Женская проповедь в христианских общинах античности и раннего средневековья // Христианское чтение. 2018. — № 1. — С. 227—233.
- Историческое и нравственное в исследовании церковной истории XX века // XVIII Красноярские краевые Рождественские образовательные чтения «Нравственные ценности и будущее человечества»: межрегиональная научно-практическая конференция (Красноярск, 15-17 января 2018 г.): материалы и доклады. — Красноярск, 2018. — С. 43-49.
- The Question of Giving the Title of Deaconesses to the Sisters of Saints Martha and Mary Convent: Discoveries in the St Petersburg’s Archives // The Last Romanovs: Archival and museum discoveries in Great Britain and Russia. — London, 2018. — P. 86-90. (соавтор: Козловцева Е. Н.)
- Женское служение по произведениям святителя Иоанна Златоуста // Златоустовские чтения, 2018 г.: Сборник докладов историко-богословской научно-практической конференции 12-13 февраля 2018 г. (III). — М., 2018. — С. 201—212.
- Православная школа мегаполиса в зеркале различных адресных групп // «Этнодиалоги». Научно-информационный альманах. 2019. — № 1 (57). — С. 57-68.
- Общины сестер милосердия Российской империи в отечественной историографии // Материалы XXIX Ежегодной Богословской конференции Православного Свято-Тихоновского Гуманитарного Университета. — М.: Изд-во ПСТГУ, 2019. — С. 151—153.
- Новобранцы и священнослужители на пароходах Добровольного флота в конце XIX века // Материалы конференций СПб ГБУ ДМ «ФОРПОСТ» за 2019 год: «Гражданская война на Северо-Западе»; «Военная история: люди, факты, обстоятельства», Санкт-Петербург, 18 октября 2019 года / Под ред. В. А. Носова, С. А. Пищулина. — Санкт-Петербург: ГБУ ДМ «ФОРПОСТ», 2019. — С. 200—209. (соавтор: С. С. Сингх)
- Статус и служение вдов в ранней Александрийской Церкви // Актуальные вопросы церковной науки. — 2020. — № 2. — С. 229—233.
- Статус вдов в Первом послании апостола Павла к Тимофею (1 Тим 5. 3-16) // Вестник Екатеринбургской духовной семинарии. — 2020. — № 1 (29). — С. 13-36.
- Проект восстановления служения диаконисс в России в середине XIX в. в его сравнении с раннехристианскими и средневековыми формами женского церковного служения // Вестник ПСТГУ. Серия II: История. История Русской Православной Церкви. 2020. — Вып. 92. — С. 93-109.
- Благотворительное служение женщин в представлении архимандрита Макария (Глухарева) // Электронный научно-образовательный журнал «История». — 2021. — Т. 12, № 2 (100).
- Вдовы и диакониссы в иерархии Древней Церкви // Вестник Православного Свято-Тихоновского гуманитарного университета. Серия 2: История. История Русской Православной Церкви. — 2021. — № 98. — С. 11-27.
- Диакониссы в Сиро-Яковитской и Несторианской Церквах // Христианское чтение. — 2021. — № 1. — С. 234—242.
- Служение диаконисс в Византии и проекты его восстановления на Предсоборном присутствии в России 1906 года // Вестник Волгоградского государственного университета. Серия 4: История. Регионоведение. Международные отношения. — 2021. — Т. 26, № 6. — С. 352—364.
- Старицы в Древней Церкви // Вестник Православного Свято-Тихоновского гуманитарного университета. Серия 2: История. История Русской Православной Церкви. — 2022. — № 104. — С. 11-26.
- Диакониссы в византийской агиографии // Византийский временник. — 2022. — Т. 106. — С. 62-78.
- Проблемы историографии женского церковного служения в Византии // Византийский «круг земель». Orbis terrarum Byzantinus… : Тезисы докладов XXIII-й Всероссийской научной сессии византинистов РФ, Судак, 24-30 октября 2022 года / Отв. редактор С. П. Карпов, редколлегия М. В. Грацианский, В. В. Майко. — Симферополь: Общество с ограниченной ответственностью "Издательство Типография «Ариал», 2022. — С. 139—141.
- Служение женщин в окружении Спасителя и апостолов // Вестник ПСТГУ. Серия I: Богословие. Философия. Религиоведение. 2023. — Вып. 110. — С. 11-32

- Очерки по истории общин сестер милосердия. — М.: Изд-во Свято-Димитриевского училища сестер милосердия, 2001. — 304 с. — ISBN 5-93884-002-3
- Служение женщин в церкви: исследования / сост. свящ. А. Постернак, С. Н. Баконина, А. В. Белоусов. — М.: Изд-во ПСТГУ, 2011. — 518 с. — ISBN 978-5-7429-0614-8
- Служение женщин в церкви: источники / сост. свящ. Андрей Постернак. — М.: Изд-во ПСТГУ, 2015. — 356 с. — ISBN 978-5-7429-0978-1 — 500 экз.
- Общины сестер милосердия Российской империи в 1844—1917 гг.: Энциклопедический справочник / Под общ. ред. свящ. А. В. Постернака. — М.: Изд-во ПСТГУ, 2019. — 608 с.
- Служение женщин в Древней Церкви. — М.: Изд-во ПСТГУ, 2025. — 480 с. — ISBN 978-5-7429-1681-9.

- История Древней Греции и Древнего Рима. М.: Изд-во ПСТБИ, 1999 (допущено МО РФ в качестве учебного пособия для студентов по направлению «Теология»).
- Хрестоматия по истории Древнего Рима. М.: Изд-во ПСТБИ, 2000. — 2-е изд.: 2004 (допущено МО РФ в качестве учебного пособия для студентов по направлению «Теология»).
- Хрестоматия по истории Древней Греции. М.: Изд-во ПСТБИ, 2000. — 2-е изд.: 2004 (допущено МО РФ в качестве учебного пособия для студентов по направлению «Теология»).
- История Древней Греции и Древнего Рима: учебное пособие. М.: Изд-во ПСТГУ, 2004 (допущено МО РФ в качестве учебного пособия для студентов ВУЗов, обучающихся по направлению и специальности «Теология»).
- История Древней Греции и Древнего Рима. М.: Изд-во ПСТГУ, 2008 (допущено Минобр РФ в качестве учебного пособия для студентов ВУЗов, обучающихся по направлению и специальности «Теология»).

- Следственное дело патриарха Тихона: Сборник документов по материалам Центрального архива ФСБ РФ / Отв.сост. Н. А. Кривова; Гл.ред.прот. В.Воробьев. — М. : Памятники исторической мысли, 2000. — 1016 с. — 2000 экз. — ISBN 5-88451-086-1.
- «История не учительница…»: Сборник статей преподавателей и выпускников Исторического факультета ПСТГУ / автор-сост. свящ. А. Пастернак. — М., 2008. — 230 с.
- Козловцева Е. Н. Московские общины сестер милосердия в XIX-начале XX века. — М.: Изд-во ПСТГУ, 2010. — 207 с. — ISBN 978-5-7429-0592-9
- Белоногова Ю. И. Приходское духовенство и крестьянский мир в начале XX века (по материалам Московской епархии). — М.: Изд-во ПСТГУ, 2010.
- Панкрат Т. В. Благотворительная деятельность приходских попечительств Москвы (вторая половина XIX — начало XX столетия). — М.: Изд-во ПСТГУ, 2011.
- Захаров Г. Е. Иллирийские церкви в эпоху арианских споров (IV — начало V в.): монография. — М.: Изд-во ПСТГУ, 2012. — 373 с. — ISBN 978-5-7429-0708-4
- Оксенюк Е. В. Деятельность Российского общества Красного Креста в начале XX века (1903—1914 гг.). — М.: Изд-во ПСТГУ, 2015. — 132 с. — 978-5-7429-0986-6
- Захаров Г. Е. «… Ибо надлежит быть и разномыслиям между вами»: монография. — М.: Изд-во ПСТГУ, 2014. — 187 с. — ISBN 978-5-7429-0873-9
- Прикосновение к вечности: сборник статей / [научные редакторы: канд. ист. наук свящ. Андрей Постернак, канд. ист. наук Г. Е. Захаров]. — М.: Изд-во ПСТГУ, 2017. — 245 с. — ISBN 978-5-7429-1114-2 — 300 экз.
- Грабко М. Е. Деятельность Русской Православной Церкви в рабочей среде Московской губернии в конце XIX — начале XX в. — М.: ПСТГУ, 2017. — 213 c. — ISBN 978-5-7429-1097-8. — 300 экз.
- Материалы XXVII Ежегодной Богословской конференции Православного Свято-Тихоновского Гуманитарного Университета. — М.: Изд-во ПСТГУ, 2017.
- Материалы XXVIII Ежегодной Богословской конференции Православного Свято-Тихоновского Гуманитарного Университета. — М.: Изд-во ПСТГУ, 2018.
- Материалы XXIX Ежегодной Богословской конференции Православного Свято-Тихоновского Гуманитарного Университета. — М.: Изд-во ПСТГУ, 2019.
- Общины сестер милосердия Российской империи в 1844—1917 гг.: Энциклопедический справочник / Под общ. ред. свящ. А. В. Постернака. — М.: Изд-во ПСТГУ, 2019. — 608 с.

- Рецензия на кн.: Abrahamsen V.A. Women and Worship at Philippi. Diana/Artemis and Others Cults in the Early Christian Era. Portland: Astarte Shell Press, 1995. — 256 p. // Вестник древней истории. 2001. — № 2. — С. 227—230.
- Рецензия на кн.: Российское духовенство и свержение монархии в 1917 году. Материалы и архивные документы по истории Русской Православной Церкви / Сост. М. А. Бабкин. М.: Индрик, 2006. — 504 с. // Отечественная история. 2007. — № 3. — С. 193—194. (соавтор: Гайда Ф. А.)
- Рецензия на кн.: Новиков М. В. СССР, Коминтерн и гражданская война в Испании 1936—1939 гг. Ярославль: Изд-во ЯГПУ, 2007 // Отечественная история. 2009. — № 5. — С. 178—180.
- Рецензия на кн.: Davis St. J. The Cult of St. Thecla: A Tradition of Women’s Piety in Late Antiquity. N. Y. 2001. // Вестник ПСТГУ. Сер. II: История. История РПЦ. 2012. — № 4 (47). — С. 153—157.
- Рец. на: The Lambeth Conference: Theology, History, Polity and Purpose / P. Avis, B. M. Guyer, eds. N. Y.: Bloomsbury T&T Clark, 2017. 437 p. // Вестник ПСТГУ. Серия 1: Богословие. Философия. Религиоведение. 2018. — № 79. — С. 144—149.
- Рец. на кн.: McLarty J. D. Thecla’s Devotion. Narrative, Emotion and Identity in the Acts of Paul and Thecla. Cambridge: James Clarke & Co, 2018. 257 p. // Вестник ПСТГУ. Серия I: Богословие. Философия. Религиоведение. 2019. — Вып. 85. — С. 142—145.